# Grupo De Inversiones Suramericana

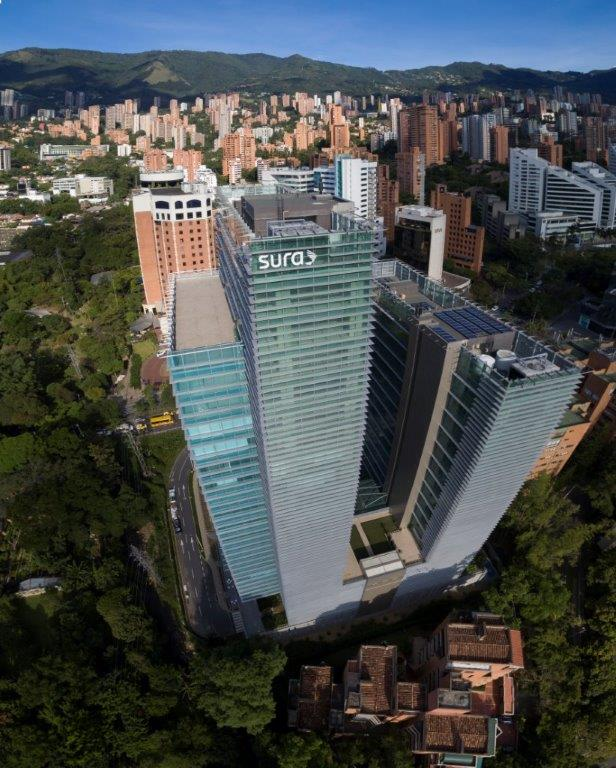
Hauptverwaltung in Medellin

Grupo de Inversiones Suramericana, häufig Grupo Sura abgekürzt, ist ein 1944 in Kolumbien gegründetes Finanzdienstleistungsunternehmen, das in den Bereichen Investmentfonds, Versicherungen und Bankwesen tätig ist. Es wird an der kolumbianischen Börse (BVC) notiert ist und nimmt am American Depositary Receipt Level 1 in den Vereinigten Staaten teil. Es ist auch das einzige lateinamerikanische Unternehmen im Sektor Finanzdienstleistungen und Kapitalmärkte, das in den Dow Jones Sustainability Indizes vertreten ist. Das Unternehmen hatte 2023 rund 30.000 Mitarbeiter.

## Geschichte
Am 12. Dezember 1944 wurde in Medellín, Antioquia, die Compañía Suramericana de Seguros S.A. gegründet, die sich der Versicherungstätigkeit in Kolumbien widmete. Das Unternehmen wuchs, eröffnete neue Geschäftszweige und nahm andere wichtige kolumbianische Unternehmen in sein Investitionsportfolio auf. In den 1970er Jahren wurde angesichts der feindlichen Übernahmeversuche durch Wirtschaftsgruppen aus anderen Regionen des Landes ein Prozess zum Schutz der regionalen Industrie durch Aktientausch zwischen Unternehmen mit Ursprung in Antioquia, wie Suramericana de Seguros, Cementos Argos und National Chocolate Company, durchgeführt.
Im Dezember 1997 wurde die Compañía Suramericana de Seguros durch eine Ausgliederung umstrukturiert, bei der die Verwaltung des Investmentportfolios von der Versicherungstätigkeit getrennt wurde. Daraus entstand die Gesellschaft Suramericana de Inversiones S.A., die zur Muttergesellschaft wurde.
Im Juli 2011 erwarb Grupo Sura von der ING-Gruppe deren lateinamerikanische Pensions-, Lebensversicherungs- und Vermögensverwaltungsgeschäfte für 3,85 Milliarden US-Dollar. Mit dieser Übernahme erhielt Grupo Sura die Kontrolle über das Renten- und das freiwillige Spargeschäft von ING in Chile, Kolumbien, Mexiko und Uruguay sowie über die 80%ige Beteiligung von ING an AFP Integra S. A. in Peru, das Lebensversicherungsgeschäft in Chile und Peru, einschließlich der 33,7 %igen Beteiligung von ING an InVita Seguros de Vida S.A. in Peru, sowie die lokalen Investmentmanagementkapazitäten in diesen Ländern. Der Merger schloss die 36%ige Beteiligung von ING an dem führenden brasilianischen Versicherer Sul America SA aus.
Im Februar 2015 erwarb die Grupo Sura die Seguros Banistmo in Panama für 96,4 Mio. USD, womit sie in dem mittelamerikanischen Land mit einem Umsatz von 126.400 Mio. USD im Jahr 2016 zu einem starken Wettbewerber wurde und den vierten Platz hinter ASSA, International Insurance und Mapfre belegte.
Im September 2015 kaufte Grupo Sura das Lateinamerikageschäft von RSA für 403 Millionen Pfund. Mit dieser Übernahme trat Grupo Sura in den argentinischen, brasilianischen und uruguayischen Versicherungsmarkt ein und erweiterte seine Aktivitäten in Kolumbien, Chile und Mexiko. Durch den Kauf wurden 16 Millionen neue Kunden hinzugewonnen,

## Investitionsportfolio
Das Investitionsportfolio von Grupo Sura ist in zwei Kategorien gegliedert:

### Strategische Investitionen
Strategische Investitionen stehen im Mittelpunkt des Managements von Grupo Sura und sind Unternehmen, die in den Sektoren Banken, Versicherungen, Pensionen, Sparen und Investitionen tätig sind, wie die Tochtergesellschaften – spezialisiert auf Versicherungen, Trends und Risiken – und die Vermögensverwaltung – in der Pensions-, Spar- und Investmentbranche. Zu dieser Kategorie gehört auch die Grupo Bancolombia, der Hauptanteilseigner und eine der wichtigsten Beteiligungen im Portfolio.

### Industrielle Investitionen
Hier handelt es sich hauptsächlich um Beteiligungen an den Unternehmen Grupo Nutresa und Grupo Argos, die in den Bereichen verarbeitete Lebensmittel, Zement, Energie und Infrastruktur tätig sind.